# 벵골 분할 (1947년)

동벵골과 서벵골의 영역. 중간의 하얀 선이 지금의 국경선이다.

1947년 벵골 분할이란 1947년 인도 제국이 영국으로부터 독립해 나오면서 이루어진 인도의 분할 절차 중 하나로, 구 인도 제국의 벵골 주를 인도와 파키스탄 자치령이 각각 나누어 차지한 것을 말한다. 대부분 힌두교를 믿는 서벵골 지역은 인도의 주가 되었고, 반대로 대부분 이슬람교를 믿는 동벵골 지역 (지금의 방글라데시)은 파키스탄의 주가 되었다.
벵골 분할은 1947년 8월 14일과 15일 사이 영국이 파키스탄과 인도에게 실권을 이양하는 것과 동시에 이루어졌다. 당시 사전 계획안을 통해 분할이 논의되었으며 오늘날 그 계획안을 '6월 3일 계획' 혹은 '마운트배튼 계획'이라고 부른다. 이양 절차가 끝난 1947년 8월 15일, 인도는 150여년간 이어져 온 영국의 인도 지배를 종식하며 독립을 맞았다.
한편 이 마운트배튼 계획안에서 명시된 조항에 따라 파키스탄의 주가 된 동벵골 지역은 1971년 방글라데시 독립 전쟁 이후 방글라데시라는 이름으로 독립국이 되었다.

## 배경

### 1905년 벵골 분할령
1905년, 영국은 벵골 지역의 통치를 보다 수월하게 하기 위하여 해당 지역을 동서로 분할한다는 방침을 행정령으로 포고했다. 이 분할령의 결과로 원래 하나로 묶여 있던 벵골 주가 힌두교를 주로 믿고 있던 서벵골과 이슬람교를 주로 믿고 있던 동벵골로 분할되면서, 반대로 서벵골에는 이슬람교가, 그리고 동벵골에는 힌두교가, 적진 않은 비율이지만 소수종교로 전락하게 되었다. 당시 무슬림들은 독자적인 주로 나아갈 수 있다는 기대감에 분할에 찬성했으나, 힌두교 신자들은 극구 반대했다. 이러한 논란이 심화되면서 폭력 사태와 저항 시위도 늘어갔고 결국 1911년 두 지역은 다시 하나로 통합되기에 이른다.
그러나 이 1905년 벵골 분할령으로 인해 촉발된 벵골 지역의 힌두교-이슬람교 신자 간의 분열은 그치지 못했고, 정당들이 정치적 도구로 삼기 위하여 관련 법들이 제정 및 시행되었는데, 훗날 1947년에 이뤄질 벵골 분할도 마찬가지였다.

### 1947년 분할
1947년 6월 20일, 벵골 입법회는 마운트배튼 계획에 따라 벵골 분할안에 관해 세 차례의 표결을 진행했는데 다음과 같은 순서로 진행됐다.
- 전 의원이 참석한 합동 회의에서는 의회 합동회의의 분할 개최안을 상정하였으나 126표의 반대표로 부결되었고, 지금의 제헌의회 (즉 인도 의회)와 합동으로 하자는 방안에는 90표의 찬성표가 나왔다.
- 그 다음 벵골 내에서 이슬람교가 우세인 지역의 의원들이 따로 회의를 개최하여, 벵골 분할에 관한 법안에 106대 35표로 부결시켰고, 그 대신 새로 꾸려질 제헌의회 (즉 파키스탄 의회)와 합동으로 하자는 방안에 대해선 만장일치로 통과됐다.
- 뒤이어 비이슬람교 지역 의원들이 다시 따로 회의를 개최하여, 벵골 분할안에 58대 21표로 찬성 및 통과시켰다.

이런 식으로 벵골 의회가 마운트배튼 계획안에 따라서 절차상으로만 반으로 나뉜 채, 분할안에 각각 다수결로 찬성하면서 벵골 분할을 결정지었고, 이후의 의정 절차에 따라 6월 20일 벵골 분할안 확정이 최종적으로 마무리되었다. 이를 통해 서벵골을 인도 연방의 한 주로, 동벵골을 파키스탄 자치령의 한 주로 신설하는 법적 기반이 마련되었다.
이후에는 역시 마운트배튼 계획안에 따라 실렛의 동벵골 편입 여부를 묻는 국민투표가 7월 7일에 열렸고 그대로 통과됐다. 이와 더불어 시릴 래드클리프 경이 의장을 맡은 국경위원회가 새롭게 만들어진 두 벵골 주 사이의 국경선을 획정했다. 이후 1947년 인도 독립법에 따라 8월 14일과 15일에 각각 파키스탄과 인도에게 실권이 이양되었다.

## 같이 보기
- 동파키스탄

## 참고 서적
인용 서적
- Chatterji, Joya (2007). 《The Spoils of Partition: Bengal and India, 1947–1967》. Cambridge University Press. ISBN 978-1-139-46830-5.
- Bashabi Fraser Bengal Partition Stories: An Unclosed Chapter. New York: Anthem Press, 2008. ISBN 1-84331-299-9
- Van Schendel, Willem (2005). 《The Bengal Borderland: Beyond State and Nation in South Asia》. Anthem Press. ISBN 978-1-84331-145-4.

참고 서적
- S. M. Ikram Indian Muslims and Partition of India. New Delhi: Atlantic Publishers and Distributors, 1992. ISBN 81-7156-374-0
- Hashim S. Raza Mountbatten and the partition of India. New Delhi: Atlantic Publishers and Distributors, 1989. ISBN 81-7156-059-8
- Craig Baxter Bangladesh: From a Nation to a State. Boulder, CO: Westview Press, 1997. ISBN 0-8133-2854-3
- Singh, J. J. (1947년 6월 15일). “Partition of India: British Proposal Said to be Only Feasible Plan Now”. 《The New York Times》 (Letter to editor). E8면.
- Gyanendra Pandey Remembering Partition: Violence, Nationalism, and History in India. Cambridge: Cambridge University Press, 2001. ISBN 0-521-00250-8
- Tai Yong Tan and Gyanesh Kudaisya The Aftermath of Partition in South Asia. London: Routledge, 2001. ISBN 0-415-17297-7